# Chalchiuhtecólotl
Chalchiuhtecólotl, a veces llamado Tlacatecolotl, en la mitología azteca, es un búho luminoso con pupilas de fuego azul y plumas preciosas.